# 伍德希爾 (密蘇里州)
伍德希爾（英語：Wood Hill）是位於美國密蘇里州達拉斯縣的非建制地區。

## 歷史
伍德希爾的郵局於1872年設立，其後於1906年停運。

## 地理
伍德希爾所處的海拔為高於海平面349米（即1145英呎），而該地所採用的時區為UTC-6，即北美中部時區（CST）。同時該地設有夏令時間，為UTC-6調快一小時，即UTC-5（CDT）。